# Рэми, Сэмюэл
Не путать с кинорежиссёром Сэмом Рэйми
Сэмюэл Рэ(й)ми (Рейми; Samuel Ramey; род. 28 марта 1942 года) — американский оперный бас, отличавшийся универсальностью репертуара и обширной дискографией, которая принесла ему статус самого записываемого баса в истории оперы. Особенно его прославили «три дьявола» — партии Мефистофеля в «Фаусте» Гуно (более 200 выступлений), «Мефистофеле» Бойто и «Осуждении Фауста» Берлиоза.
Изначально изучал музыкальную педагогику в Университете штата Канзас и Уичитском университете. Сценический путь начался с участия в хоре «Дон Жуана» (1963) и стажировки в оперном театре Санта-Фе, а профессиональный дебют состоялся в 1973 году в Нью-Йоркской городской опере в роли Цуниги («Кармен» Бизе). Переломным моментом стал переход на ведущие партии после смерти в 1975 году Нормана Трейгла, который считался в Нью-Йорке басом номер один. Поначалу специализировался на классицистском и белькантовом репертуаре (Моцарт, Россини, Доницетти).
Международное признание пришло к Рэйми в 1980-х и 1990-х годах, когда он с успехом выступал в «Метрополитен-опере» (дебют в 1984 в генделевском «Ринальдо»), Ла Скала, Ковент-Гардене и Венской опере. В его репертуаре были произведения Генделя, Моцарта, Россини, Беллини, Доницетти, Верди и Пуччини. Особенно удачно выходили в его исполнении демонические персонажи и злодеи. Внёс свою лепту в возрождение забытых шедевров, адаптируя под свои вокальные возможности такие партии, как Аттила у Верди и султан Магомет у Россини.
Помимо оперы, Рэйми участвовал в телепроектах и озвучивал персонажей, включая Чудовище в мультсериале «По ту сторону изгороди» (2014). В 1999 году вместе с баритоном Томасом Хэмпсоном записал альбом «Тенорам вход воспрещён». Гастролировал с Берлинским и Венским филармоническими оркестрами. В 60 лет женился на сопрано Линдси Ларсен, которая родила ему сына.